# قوش بلاغ
قوش‌ بلاغ هي قرية في مقاطعة ملكان، إيران. عدد سكان هذه القرية هو 88 في سنة 2006.